# Osiedle Wyszyńskiego (Wodzisław Śląski)

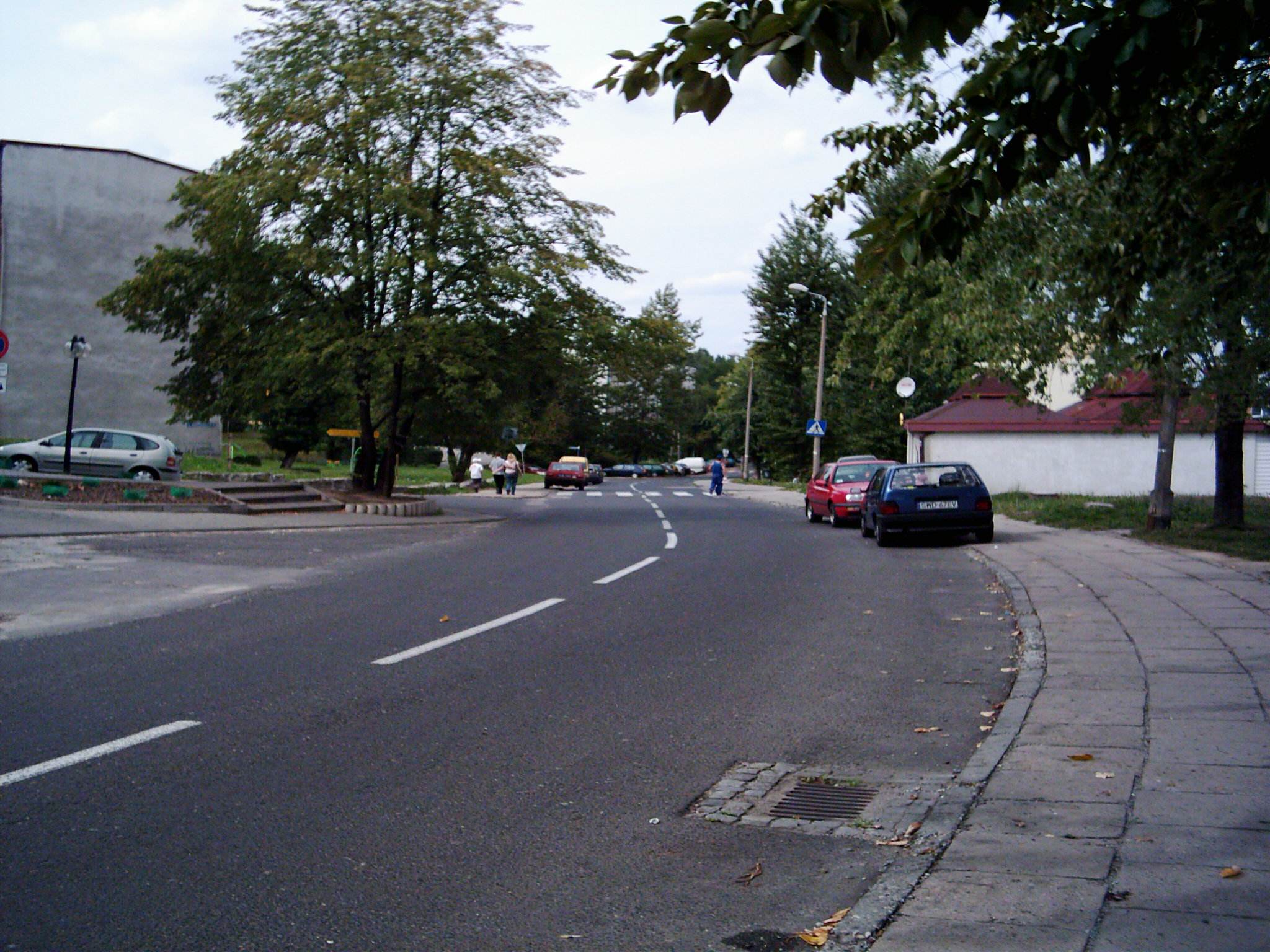
ul. kard. St. Wyszyńskiego

Osiedle Wyszyńskiego w Wodzisławiu Śląskim – osiedle mieszkaniowe znajdujące się na Nowym Mieście. W jego skład wchodzą ul. kard. St. Wyszyńskiego, ul. L. Waryńskiego, parę bloków z ul. 26 Marca. Granice tego osiedla wyznaczają ulice 26 Marca, Jana Pawła II, Rybnicka, Armii Krajowej.

## Zabudowanie
Na terenie osiedla znajdują się bloki mieszkalne, a także Liceum nr 2, ośrodek zdrowia, Gimnazjum nr 2, Sąd Okręgowy, Ośrodek dla dzieci niepełnosprawnych, Bank BPH, Siedziba SM ROW oraz administracji „Centrum”, Targowisko Miejskie nr 2 tzw. „Manhattan”